# Heterochelus sexlineatus
Heterochelus sexlineatus är en skalbaggsart som beskrevs av Carl Peter Thunberg 1818. Heterochelus sexlineatus ingår i släktet Heterochelus och familjen Melolonthidae. Inga underarter finns listade i Catalogue of Life.